# Thaler Bach (Drau)
Der Thaler Bach ist ein Bach im Drautal in der Gemeinde Assling (Bezirk Lienz). Der Thaler Bach entspringt südlich des Rotstein (Villgratner Berge) und mündet bei Thal in die Drau.

## Verlauf
Der Thaler Bach entspringt zwischen Munzalspitze im Westen, Rotstein im Norden und Schönbergspitze im Nordosten und fließt in der Folge nach Süden, wo er kurze Zeit später rechtsseitig den Gamperbach (lt. ÖK 50 auch Gampenbach) aufnimmt. Der Thalerbach fließt in der Folge durch das Wilfernertal, das rechtsseitig praktisch durchgängig bewaldet ist. Auch am linken Ufer findet sich hauptsächlich Bewaldung, lediglich im Oberlauf werden einige Bereiche als Wiesen genutzt. Im Unterlauf fließt der Thaler Bach durch die Ortschaften Oberthal sowie die Ortschaft Thal, um danach in die Drau zu münden.